# Thomas à Becket, a Tragedy; and Other Poems
Thomas à Becket, a Tragedy; and Other Poems – tomik amerykańskiego poety Gideona Hirama Hollistera, opublikowany w 1866 w Bostonie nakładem oficyny Williama V. Spencera. Zbiorek zawiera tytułową tragedię o średniowiecznym męczenniku, biskupie Tomaszu Beckecie i kilkadziesiąt innych utworów, w tym poematThe Phantom Ship  i wiersze King Haco’s Funeral, Hawthorne’s Sleep, Elder Brewster’s Prayer, Andersonville, Blood, Antonina, Lift Up the Banner, Bride Brook, My House, Major-General John Sedgwick, Sedgwick’k Sword, Water Lily i Trailng Arbutus. Znalazły się w nim również sonety.